# 小行星5178
小行星5178（英語：5178 Pattazhy）是一颗围绕太阳公转的小行星。1989年2月1日，R. Rajamohan在Kavalur发现了此天体。
这颗小行星的绝对星等为102.9569274087376等。